# Ущелье Тайсяку

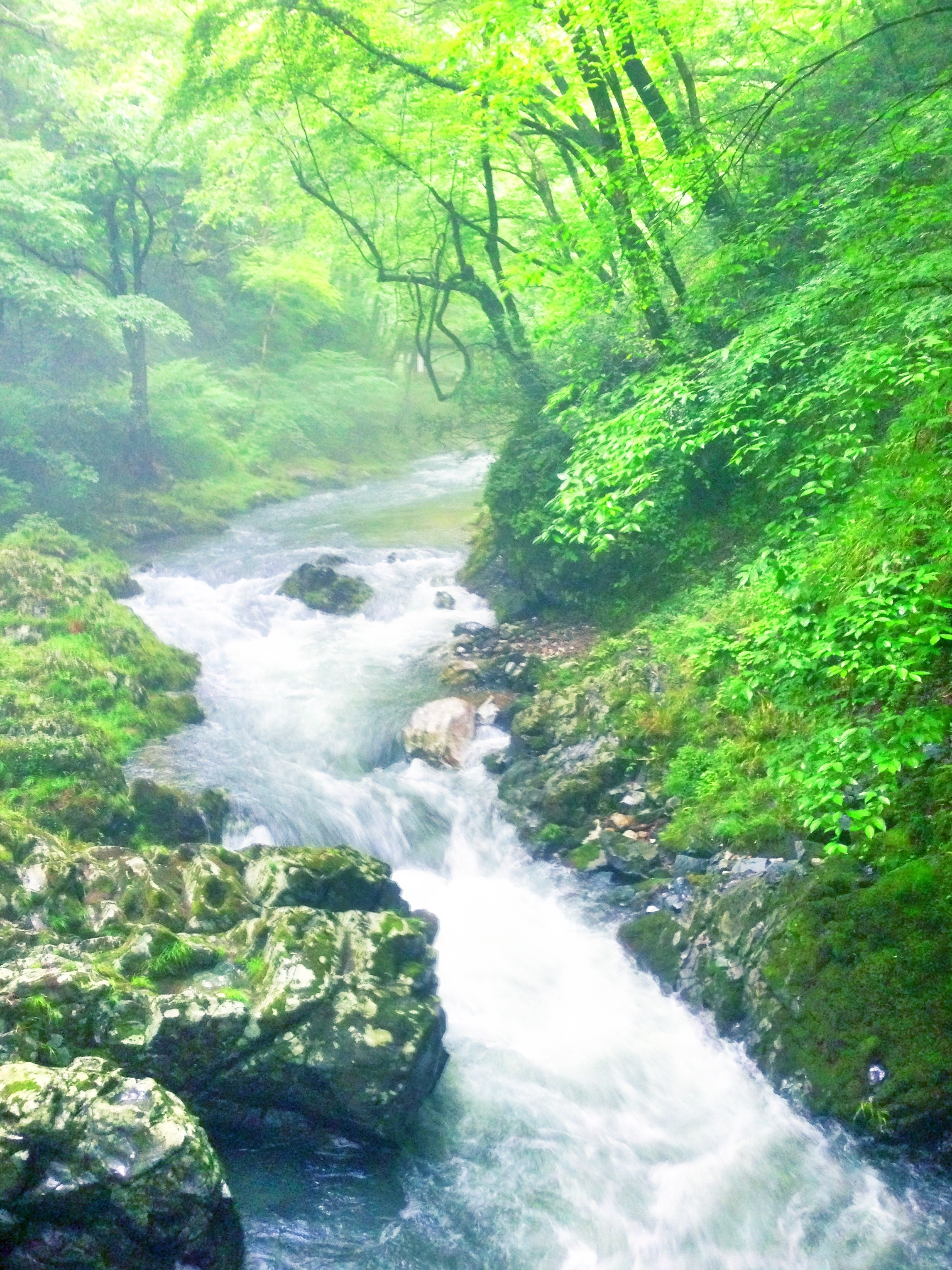
Ущелье Тайсяку

Ущелье Тайсяку (яп. 帝釈峡 таисяку-кё:, [taiɕaku kʲoː]) — каньон в Японии, находится в городе Сёбара префектуры Хиросима. Длина составляет 18 км. Расположен в национальном парке Тайсяку.

## Краткие сведения
Ущелье Тайсяку - один из самых известных каньонов Японии. Оно расположено на территории городов Сёбара и Дзинсекикоген префектуры Хиросима. Каньон представляет собой скалистую расщелину на плато глубиной 200-300 м и длиной 18 км вдоль реки Тайсяку, притока реки Такахаси.
Ущелье особенно популярно среди туристов осенью, когда японские клёны меняют цвет своих листьев на ярко-красный. Также каньон известен естественным каменным мостом, который образовался под действием силы воды.
Кроме привлекательности для туристов, ущелье Тайсяку имеет научную ценность: он известен своими археологическими стоянками людей времен палеолита и периода Дзёмон